# 劉芳 (弘治進士)
劉芳（1463年—？年），字德馨，順天府通州武清縣人，民籍，治《書經》，明朝政治人物。

## 生平
順天府鄉試第四十名舉人。弘治三年（1490年）中式庚戌科三甲第一百九十六名進士。

## 家族
曾祖劉德全；祖父劉榮；父劉忠，母張氏；繼母王氏。